# Municipio de Elm (condado de Gage)
El municipio de Elm (en inglés: Elm Township) es un municipio ubicado en el condado de Gage en el estado estadounidense de Nebraska. En el año 2010 tenía una población de 146 habitantes y una densidad poblacional de 1,57 personas por km².

## Geografía
El municipio de Elm se encuentra ubicado en las coordenadas 40°8′22″N 96°51′1″O / 40.13944, -96.85028. Según la Oficina del Censo de los Estados Unidos, el municipio tiene una superficie total de 93.01 km², de la cual 91,08 km² corresponden a tierra firme y (2,07 %) 1,92 km² es agua.

## Demografía
Según el censo de 2010, había 146 personas residiendo en el municipio de Elm. La densidad de población era de 1,57 hab./km². De los 146 habitantes, el municipio de Elm estaba compuesto por el 100 % blancos. Del total de la población el 0 % eran hispanos o latinos de cualquier raza.